# Juan Cayasso
Juan Arnoldo Cayasso Reid (Limón, 24 de junio de 1961) es un exfutbolista y mundialista costarricense. Jugó como extremo izquierdo en varios clubes de la Primera División de Costa Rica, además de un breve paso por la Bundesliga de Alemania. Es actualmente el director deportivo del equipo Limón Black Star de la Segunda División de Costa Rica.

## Carrera deportiva
Juan Cayasso brilló en los años 1980 y 1990. Jugó para los 2 equipos más grandes del país: primero con la Liga Deportiva Alajuelense (LDA), entre 1981 y 1988 y luego con los archirrivales de estos, el Deportivo Saprissa en dos períodos, entre 1988 y 1990 y de 1993 a 1995. Su pase de un equipo a otro fue muy controvertido, dada la rivalidad que ha habido entre los dos equipos más populares del fútbol costarricense. Se destacó por haber anotado para ambos equipos en el denominado "clásico del fútbol costarricense". En este anotó 9 goles, 5 para Alajuelense y 4 para Saprissa.
Cayasso ganó varios campeonatos nacionales, dos con Liga Deportiva Alajuelense, en 1983 y 1984, y cuatro con el Deportivo Saprissa, en 1988, 1989, 1994 y 1995. También ganó 2 títulos de Concacaf, en 1986 (con LDA) y en 1993 (con Saprissa). Era un jugador habitual en la Selección de fútbol de Costa Rica, haciendo su debut en 1983.
Su mejor momento y por el que siempre será recordado por los aficionados costarricenses, fue al marcar el primer gol de Costa Rica en un Mundial de fútbol, al portero Jim Leighton de Escocia en Italia 90, no solamente fue el primer gol en su historia mundialista, sino el gol de la histórica victoria nacional. Jugó su último partido internacional en 1993 contra Jamaica.
A principio de los años 1990, Cayasso jugó en la Bundesliga de Alemania con los Stuttgarter Kickers. Regresó a Costa Rica en 1992 para jugar con Carmelita. En 1993 regresó a Saprissa, aunque no tuvo mucha regularidad. Se retiró en 1999 jugando para Carmelita. En la actualidad es entrenador de fútbol, y ocasionalmente también es analista deportivo.
Es actualmente el director deportivo del equipo Limón Black Star de la Segunda División de Costa Rica.

## Clubes
| Club                | País       | Año         |
| ------------------- | ---------- | ----------- |
| L.D Alajuelense     | Costa Rica | 1981 - 1987 |
| Deportivo Saprissa  | Costa Rica | 1988 - 1990 |
| Stuttgarter Kickers | Alemania   | 1990 - 1992 |
| A.D Carmelita       | Costa Rica | 1992 - 1993 |
| Deportivo Saprissa  | Costa Rica | 1993 - 1995 |
| Municipal Turrialba | Costa Rica | 1996        |
| Belén F.C.          | Costa Rica | 1996        |
| Goicoechea          | Costa Rica | 1996 - 1997 |
| Carmelita           | Costa Rica | 1997 - 1999 |

## Palmarés

### Títulos nacionales
| Título                         | Club               | País       | Año  |
| ------------------------------ | ------------------ | ---------- | ---- |
| Primera División de Costa Rica | L.D Alajuelense    | Costa Rica | 1983 |
| Primera División de Costa Rica | L.D Alajuelense    | Costa Rica | 1984 |
| Primera División de Costa Rica | Deportivo Saprissa | Costa Rica | 1988 |
| Primera División de Costa Rica | Deportivo Saprissa | Costa Rica | 1989 |
| Primera División de Costa Rica | Deportivo Saprissa | Costa Rica | 1994 |
| Primera División de Costa Rica | Deportivo Saprissa | Costa Rica | 1995 |

### Títulos internacionales
| Título                           | Club               | Sede                                    | Año  |
| -------------------------------- | ------------------ | --------------------------------------- | ---- |
| Liga de Campeones de la Concacaf | L.D. Alajuelense   | Norteamérica, Centroamérica y el Caribe | 1986 |
| Liga de Campeones de la Concacaf | Deportivo Saprissa | Norteamérica, Centroamérica y el Caribe | 1993 |